# Hermann Hoth
Herman Hoth (Neuruppin, Brandeburgo, 12 de abril de 1885-Goslar, Baja Sajonia, 25 de enero de 1971) fue un coronel general alemán que tomó parte en la Segunda Guerra Mundial consiguiendo varias victorias de importancia, tanto en el frente oriental como en el occidental.

## Biografía
Era hijo de un oficial médico y descendiente de una familia de militares. Ingresó en el ejército en 1904 y sirvió durante la Primera Guerra Mundial.
Durante la República de Weimar, Hoth formó parte de la oficialidad del Reichswehr, muy limitado por el Tratado de Versalles de 1919. Con la reorganización de las fuerzas armadas llevada a cabo por el Tercer Reich, fue ascendido a general de división en octubre de 1934. Algunos meses más tarde se le otorgó el mando de la 18.ª División de infantería en Liegnitz.

### Segunda Guerra Mundial

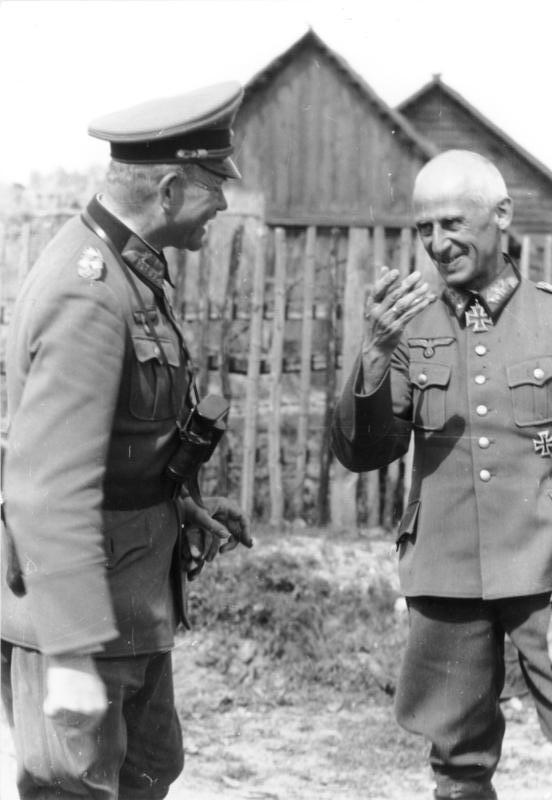
Hermann Hoth (derecha) y Heinz Guderian.

El 1 de noviembre de 1938 fue ascendido a teniente general y recibió el mando del 15.º Cuerpo Motorizado, con el que tomaría parte en la invasión de Polonia en septiembre de 1939.
Un año después, durante la batalla de Francia y los Países Bajos, el XV Panzer-Korps de Hoth, integrado por las divisiones Panzer 5.ª y 7.ª (esta última mandada por Erwin Rommel), penetró desde las Ardenas hacia el río Mosa, cruzándolo en Dinant. Desde allí avanzó hacia el Canal de la Mancha, hundiendo el ala izquierda del IX Ejército francés del general Corap y ocupando Normandía y Bretaña. En una segunda fase de la batalla, los ejércitos alemanes avanzaron hacia el sur para enfrentarse el 5 de junio en el Somme a la nueva línea defensiva establecida por el general Maxime Weygand (que había sustituido a Maurice Gamelin al frente de las fuerzas francesas). El día 7, los blindados de Hoth y de Rommel (5.ª y 7.ª divisiones Panzer, respectivamente) rompieron la línea Weygand  y llegaron a Forges-les-Eaux. Debido a su actuación en la campaña de Francia, Herman Hoth fue ascendido a General de Infantería el 19 de julio de 1940.
En junio de 1941 dio comienzo la Operación Barbarroja contra la Unión Soviética. Hoth, al mando del Panzergruppe 3, avanzó por el flanco norte del Grupo de ejércitos del centro (a cargo de Fedor von Bock). Por el flanco sur abría brecha el Panzergruppe 2, comandado por Heinz Guderian. A la altura de Bialystok, Hoth giró hacia el sur para atacar la ciudad por el norte, mientras Guderian empujaba por el sur. En la bolsa que se formó quedó atrapada la mayor parte del X Ejército soviético del general Golubev. La operación volvió a repetirse al oeste de Minsk y en Vítebsk.
En octubre de 1941 Herman Hoth reemplazó al general Carl-Heinrich von Stülpnagel al frente del XVII Cuerpo de Ejércitos de Ucrania. El contraataque ruso de enero de 1942 le obligó a replegar sus fuerzas. Hoth comenzó la campaña rusa de 1942 sustituyendo a otro general, en este caso a Erich Hoepner, como jefe del 4.º Ejército Panzer, con el que luchó en el frente de Briansk.
El 19 de noviembre de 1942, los soviéticos pusieron en marcha la Operación Urano, con la que, cinco días después, habían cercado al 6.º Ejército de Friedrich Paulus en lo que se conoció como el Kessel (bolsa) de Stalingrado. El mariscal Erich von Manstein, jefe del Grupo de Ejércitos A, que se encontraba al sur de Stalingrado en el Cáucaso, trató de socorrer al VI Ejército. El objetivo era abrir una brecha a fin de abastecerlo y, llegado el caso, procurar así la completa retirada de las fuerzas de Paulus del cerco (operación Trueno). Hermann Hoth y su IV Ejército Panzer fueron elegidos para llevar a cabo la misión de socorro.
El 12 de diciembre, por la mañana, Hoth lanzó las divisiones acorazadas 6.ª y 23.ª en dirección noreste, concentrando su esfuerzo en un estrecho sector a lo largo del ferrocarril que unía Kotelnikovo con Stalingrado. Protegían sus flancos la 17.ª División Panzer por el oeste, y el IV Ejército rumano por el este. Frente a ellos, las divisiones de infantería 126.ª y 302.ª trataron de resistir el embate, pero los alemanes, merced a su superioridad aérea y acorazada, abrieron brecha. Al anochecer, la 6.ª División acorazada había llegado a la orilla meridional del río Aksai, y la 23.ª División al norte de la localidad de Nebikovo. Al día siguiente la 6.ª División Panzer cruzó el Aksai y estableció una cabeza de puente, mientras a su derecha la 23.ª también llegaba al río a la altura de Krugliakov y tomaba la carretera y el ferrocarril. El avance continuó al día siguiente. Por delante, el único obstáculo natural que les separaba de la bolsa era el río Mishkova.
Sin embargo, el 15 de diciembre, el 6.º Ejército Mecanizado soviético se enfrentó al 4.º Ejército Panzer de Hoth y consiguió hacerlo retroceder de nuevo hasta el Aksai. Estando a tan sólo 35 km de su objetivo, los alemanes tuvieron que pasar a la defensa debido a las pérdidas que los rusos les estaban infligiendo. Como Paulus no recibiera la autorización de Hitler para romper el cerco y tratar de unirse a Hoth (Operación Wintergewitter), el 4.º Ejército Panzer, inmovilizado, esperó a que llegara en su apoyo la 5.ª División de Granaderos Panzer SS Wiking.
El 24 de diciembre, el 2.º Ejército de Guardias y el 6.º Ejército lanzaron una ofensiva combinada contra las fuerzas de Hoth. El 2.º de Guardias avanzó frontalmente desde el norte hacia Kotelnikovo, mientras el 51.º Ejército atacaba el flanco derecho de Hoth desde el nordeste. Este flanco, protegido por el 4.º Ejército Rumano se rompió rápidamente y los rusos avanzaron hasta la línea Verjne-Rubezhni-Tormosin-Gluboki. Ante el peligro de resultar embolsados como le había ocurrido al 6.º Ejército, Hoth retiró a su 4.º Ejército Panzer a casi 240 km de Stalingrado. La operación de rescate había fallado.
En julio de 1943, Hermann Hoth participó en la batalla de Kursk al frente de su 4.º Ejército Panzer (formado por cinco divisiones Panzer, una de infantería motorizada y seis de infantería convencional). Se encontraba nuevamente bajo las órdenes de Manstein. Este, sumando las unidades de Hoth y del general Werner Kempf, disponía de la mayor fuerza acorazada jamás conocida en el ejército alemán. Frente a ellos, el general soviético Nikolái Vatutin desplegó seis ejércitos, consiguiendo una relación favorable de 6 soldados rusos por cada 5 alemanes. A pesar del éxito inicial del avance de Hoth, el adverso resultado de los alemanes en el frente norte de la batalla, decidieron la batalla a favor de los rusos. Una vez más, Hoth se vio obligado a replegarse a posiciones más seguras para sus maltrechas tropas.
Después de la batalla de Kursk, Hoth cayó en desgracia al no poder recuperar Kiev. Hitler lo acusó de no haber hecho todo lo posible y lo retiró a la reserva. Sin embargo, fue llamado al servicio activo de nuevo en abril de 1945, cuando se le encargó la defensa de las montañas Harz. En esta posición permaneció hasta el final de la guerra.

### Posguerra
Tras la derrota de Alemania, Hoth fue juzgado por un tribunal militar de Estados Unidos en Núremberg en el Juicio del Alto Mando acusado de crímenes de guerra y condenado a quince años de prisión el 27 de octubre de 1948. Seis años después, en plena guerra fría, fue liberado de la prisión de Landsberg.
En su retiro alcanzó cierta notoriedad como escritor de historia militar hasta que murió en Goslar el 25 de enero de 1971 a la edad de 85 años.